# Distathma tumida
Distathma tumida är en stekelart som beskrevs av Henry Keith Townes, Jr. 1970. Distathma tumida ingår i släktet Distathma och familjen brokparasitsteklar. Inga underarter finns listade i Catalogue of Life.